# Ромашевский Погост
Ромашевский Погост — село в Тарногском районе Вологодской области.
Входит в состав Заборского сельского поселения, с точки зрения административно-территориального деления — в Заборский сельсовет.
Расстояние по автодороге до районного центра Тарногского Городка — 15 км, до центра муниципального образования Красного — 8,5 км. Ближайшие населённые пункты — Сверчковская, Семеновская, Сенюковская, Поспеловская.
По переписи 2002 года население — 159 человек (75 мужчин, 84 женщины). Преобладающая национальность — русские (97 %).

## История
В 1552 году Ромашевский погост, согласно Уставной Важской грамоте, стал административным центром Кокшеньгского стана Важского уезда. Территория состояла из Илезской, Верхнекокшеньгской, Озерецкой, Ломбужской, Шевденицкой, Усть-Уфтюгской, Чуломацкой, Долговицкой, Ромашевской, Лохотской, Заборской, Поцкой, Верховской, Спасской, Минской, Заячерицкой, Ракульской, Кулойской и Усть-Кулойской волости.
В 1613 году Кокшеньгский стан был преобразован в Кокшеньгскую четь того же уезда. В 1659 году, после разделения чети на три стана, погост стал центром Ромашевского стана.
В 1762 году в селе был построен деревянный Введенский храм. С 1763 по 1807 годы он числился в качестве собора - то есть, главной церкви Кокшеньги. В 1820 году была построена каменная Петро-Павловская церковь, позднее утраченный полностью. На его месте жители установлен поклонный крест и памятный камень. Введенский собор в настоящее время восстанавливается.
В 1924 году Постановлением ВЦИК образован Ромашевский сельсовет в составе Вологодской губернии, с 1929 года в Северном крае, с 1937 года в составе Вологодской области. В 1959 году решением облисполкома Ромашевский сельсовет ликвидирован, большая часть деревень с Ромашевским погостом вошла в состав Заборского сельсовета, ряд деревень также перешла в Шевденицкий сельсовет.